# Roman Pokorný
Roman Pokorný (* 2. dubna 1966 Moravský Krumlov) je český jazzový kytarista.

## Život
Roman Pokorný se narodil v Moravském Krumlově a v dětství hrál na bicí. Aktivní kariéru začal v roce 1991. Své první profesionální zkušenosti získával v kombech sólistů bigbandu Gustava Broma. Byl členem All Stars Mojmíra Bártka, Tria Komorního Jazzu Jaromíra Hniličky, Quartetu Güntera Kočího, Quintetu Josefa Audese a dalších. V roce 1992 zakládá svůj Quartet v obsazení Standa Mácha - piano, Petr Dvorský - kontrabas a Marek Patrman - bicí. Intenzivně se zabývá komponováním moderního jazzu. V roce 1993 se stává členem fusion formace TUTU Borise Urbánka a je nominován na cenu Jazzový Kája jako Objev Roku. V roce 1994 je nominován na cenu Jazzový Kája hned dvakrát. Jako Objev Roku a jako Kapela Roku. V roce 1995 natáčí první autorské album Magic Holidays. Natáčí také album Sundance se skupinou Tutu na kterém se také autorsky podílí. Dále natáčí album Stín Mý Krve s Romanem Dragounem a Michalem Pavlíčkem a získává cenu nejlepšího sólisty na Trenčínském mezinárodním Jazzovém Festivalu. V roce 1996 natáčí s Emilem Viklickým a Borisem Urbánkem album UV Drive a je opět nominován na cenu Jazzový Kája ve dvou kategoriích.
V roce 1997 zakládá trio ve složení Petr Dvorský - kontrabas a Jiří Slavíček - bicí. V roce 1998 natáčí ambiciózní projekt Jazz Perception.
Jedná se o septet, který tvoří R.P. trio a přizvaní hosté. Gabo Jonáš - organ, Juraj Bartoš - trumpeta, Štěpán Markovič - saxafony, Sváťa Košvanec - trombon. Roman Pokorný Trio získává cenu Nejlepší Kapely roku 1997 a současně je nominován na Osobnost Roku 1997. V témže roce natočil také CD Tribute to Duke Ellington s Vincentem Kumrem a Láďou Kerndlem. V anketě České jazzové společnosti a časopisu harmonie byl vyhlášen Nejlepším Jazzovým Kytaristou. V roce 1999 Absolvuje úspěšné turné po USA a účinkuje na jazzových festivalech v Bejrútu a Berlíně. Natáčí CD Blue Point. Získává Jazzového Káju za nejlepší jazzové CD roku Jazz Perception. Redakce časopisu Sereo A Video vyhlásila jako desku roku Romanův hudební počin nazvaný Acoustic Grooves, zkomponovaný pro Studio Fontána. V roce 2000 Získává Zlatého Anděla (žánrovou cenu Akademie Populární hudby).
Hraje na jazzovém festivalu v Rize. Doprovází vynikající zpěvačku Tonyu Graves. Zakládá Blues Box Heroes. Natáčí CD I Suddenly Realised pro jazzového zpěváka Láďu Kerndla. Na album zkomponoval 10 skladeb a 3 standardy zaranžoval tak, aby zapadaly do celkové podoby alba. Jedná se o první zpívanou autorskou jazovou desku v ČR. 7 let účinkuje se zpěvačkou kubánského původu Yvone Sanchez v projektu Brazilian Mood. 2002 natáčí album 03 s bubeníkem Bady Zbořilem a vynikajícím Italským organistou Albertem Marsicem, na kterém se výrazně podílí i autorsky. V roce 2004 vychází Romanovi multimediální dvojalbum Two Faces. Na jednom CD je Live záznam Jazzového tria s Ondrou Pivcem na Hammondy a Martinem Novákem na bicí a na druhém CD je studiová nahrávka Blues Box Heroes s bluesovým veteránem Tony Smrčkou.
V roce 2007 natáčí fusion album Hot Jazz News s černou americkou rytmikou - Steve Clarke (Laco Deczi, Mike Stern) - baskytara, Chris Stanley (George Benson, Anthony Jackson) - bicí a Jakub Zomer - Fender piano. Na jaře roku 2012 vzniká projekt Feelin' The Spirit k uctění památky legendárního jazzového kytaristy Grant Greena. Projektu se účastní špičkoví hudebníci jako Naj Ponk, Petr Dvorský a Martin Kopřiva. Na podzim tato formace natáčí dvojalbum ve studiu Svárov, které vychází na jaře roku 2013. V prosinci roku 2014 vychází dlouho očekávané a po delší době zpívané album Eldorádo. Album je zcela z autorské dílny Romana Pokorného a je poměrně žánrově pestré i když s jasnou autorovou vyhraněností a těžištěm v Rhythm&Blues. Tentokrát si Roman napsal i všechny texty v angličtině a jeden dokonce ve španělštině. Na albu se podílela celá řada vynikajících hudebníků včetně dvou hostů ze zahraničí. Leadrem dechové sekce se stal britský saxafonista Osian Roberts a na foukací harmoniku exceluje maďarský harmonikář Matyas Pribojszki. Dále na albu hrají: Honza Kořínek, Miloš, Dvořáček, Martin Šulc, Taras Vološčuk, Marcel Flemr a Pavel Novák.
V dubnu roku 2016 natáčí v NYC Roman Pokorný album Brooklyn Session. Jedná se o jazzový mainstream s bluesovými kořeny a odkaze na BeBop. Na album sei přizve skvělé spoluhráče patřící v USA k absolutní špičce. Na Hammond organ hraje Pat Bianchi (2x nominován na cenu Grammy, nejlepší organista Down Beatu za rok 2016), Frank Basile na baryton saxofon a Byron Wookie Landham na bicí. Album se natáčelo ve studiu Acoustic Recording Brooklyn Mika Broorbyho. Roman se také v prosinci roku 2016 dostává na titulní stranu časopisu Harmonie. V roce 2019 vydává album Favourite Colours v duetu s vynikajícím kanadským pianistou Davidem Restivem a v roce 2020 vydává album Trio Komorního Jazzu. Nahrávky vznikly v Ostravském rozhlasovém studiu v roce 1996 s trumpetistou Jaromírem Hniličkou a slovenským kontrabasistou Jurajem Kalászem. V roce 2021 vychází album v latinsko-americkém duchu s názvem Brazilian Coffee na kterém se podílí vynikající americký perkusista Michito Sanchez.

## Diskografie
- Magic Holidays (1996)
- Jazz Perception (1998)
- Blue Point (2000)
- I Suddenly Realised (2001)
- 2 Faces (2004)
- Hot Jazz News (2007)
- Feelin' the Spirit (2013)
- Eldorado (2014)
- Brooklyn Session (2017)
- Cab to Cotton Club (2018)
- Favourite Colours (2019)
- Trio Komorního Jazzu (2020)
- Brazilian Coffee (2021)